# Joe Thomasson
Joe Thomasson (ur. 16 sierpnia 1993) – amerykański koszykarz występujący na pozycjach rozgrywającego oraz rzucającego obrońcy, obecnie zawodnik Hapoelu Gelil Gilboa.
21 czerwca 2017 został zawodnikiem Polpharmy Starogard Gdański. 4 lipca 2018 podpisał umowę z rosyjskim BK Burevestnikiem Jarosław, występujący w rosyjskiej Superlidze (II liga rosyjska).
30 listopada 2018 dołączył do TBV Startu Lublin.
5 sierpnia 2019 zawarł kontrakt ze Stelmetem BC Zielona Góra.
17 maja 2020 podpisał z izraelskim klubem Hapoel Gelil Gilboa kontrakt do końca sezonu 2019/2020 z możliwością jego przedłużenia na kolejny sezon.

## Osiągnięcia
Stan na 20 lipca 2020, na podstawie, o ile nie zaznaczono inaczej.
College
- Mistrz regionu XVI NJCAA D1 (2014)
- Wicemistrz konferencji Horizon League w NCAA (2016)
- Uczestnik rozgrywek Sweet 16 turnieju NJCAA D1 (2014)
- Zaliczony do:
  - I składu:
    - defensywnego Horizon League NCAA (2016)
    - turnieju NJCAA D1 (2014)
    - NJCAA regionu XVI (2014)

  - III składu NJCAA D1 All-America (2014)

Drużynowe
- Mistrz Polski (2020)

Indywidualne
- MVP kolejki TBL (12 - 2018/2019)[7]
- Zaliczony do III składu EBL (2019 – przez dziennikarzy)[8]
- Lider PLK w skuteczności rzutów wolnych (2018)[9]